# Baccanale Chioggiotto (Rotta)
Una fiesta sobre el agua veneciana (en italiano y originalmente: Baccanale Chioggiotto) es un cuadro del pintor italiano Antonio Rotta, pintado en Venecia en 1857 con la técnica del óleo sobre lienzo. Sus medidas son 134 x 193 cm, se exhibe hoy en la colección permanente de la Embajada de Italia en Portugal en Lisboa, ubicada en Palacio del conde de Pombeiro.

## Exposiciones
La obra inicialmente perteneció a la Colección Real de la Casa de Saboya, luego exhibida en la Galería Saboya de los Museos Reales de Turín, en 1927 bajo la propiedad del Ministerio de Relaciones Exteriores de Italia se exhibió en el Salón de Boda de la Embajada de Italia en Portugal en la ciudad de Lisboa, testigo del arte italiano. Antonio Rotta, es conocido como el pintor filósofo pero también como el pintor del romancero veneciano, transformando la representación pictórica en poesía y narración del espejo social.

## Mercado del arte
En 2001, un trabajo parecido, el óleo sobre lienzo de 1872 Una fiesta veneciana (Una festa Veneziana) se vendió por 158.000 dólares, más las tasas de subasta, en Londres a un coleccionista privado a través de la casa de subastas Sotheby's.

## Exhibiciones
- Exposición Universal de Viena (1873)[3]
- Una fotografía del cuadro (realizada por Carlo Naya) se encuentra en la Fondazione Musei Civici di Venezia[4]